# Beauty and Warrior
Pour plus de détails, voir Fiche technique et Distribution.
Beauty and Warrior est le premier vidéofilm d'animation indonésien. Il est réalisé par Sukma Romadhon et est sorti en 2000. 
Reprenant littéralement les techniques classiques de l'animation japonaise, il apparaît faire l'unanimité contre lui de la part des quelques critiques internationales qui lui ont été consacrées, et est ainsi considéré en France comme un nanar, comme la plupart des productions de Joseph Lai.

## Synopsis
La princesse Sari est choisie par le roi William pour garder le Palais de l'eau et ses légions. Deux frères, Mega et Batara, voyagent sur leurs chevaux volants à la recherche de Sari car elle garde le secret de l'immortalité...

## Fiche technique
- Réalisation : Sukma Romadhon
- Scénario : Buanergis Muryono
- Producteur : Rudy Chandra et Joseph Lai (producteur associé)
- Studio d'animation: Sunrise
- Photo : Sukma Romadhon
- Durée : 41 minutes
- Pays :  Indonésie
- Langue : anglais
- Format : couleur
- Date de sortie :
- États-Unis : 2002
- Indonésie : 21 décembre 2000

## Voix
- Rusli : Mahadewa
- Fransisca : Permaisuri
- Ajeng Kusumastuti : Nawang Wulan
- Ivone Rose : Mayang Sari
- Ferry Fadly : Joyo Kusumo
- M. Aboed : Kembang Joyo
- Suryadin Tanjung : Jin Setal
- Asriati : Jin Paksi
- Bambang Jegger : Jin Guamrang
- Naryo Item : Jin Argo
- Fransisca Java : Jin Lor